# Triatlo nos Jogos Olímpicos de Verão de 2016
As competições do triatlo nos Jogos Olímpicos de Verão de 2016 foram realizadas nos dias 18 e 20 de agosto no circuito montado no Forte de Copacabana. Um total 110 triatletas de 41 países, sendo 55 no masculino e 55 no feminino participaram do evento.

## Eventos
Dois conjuntos de medalhas foram concedidos:
- Individual masculino
- Individual feminino

## Qualificação
O período de qualificação para o preenchimento das 110 vagas (55 para cada gênero) foi de 20 de maio de 2014 até 15 de maio de 2016. Os oito primeiros Comitês Olímpicos Nacionais (CONs) puderam enviar até três triatletas, enquanto os outros CONs puderam ter no máximo dois por evento. Para se qualificar para os Jogos, os atletas poderiam ganhar uma vaga através dos respectivos Eventos de Qualificação Continental, terminar entre os três melores no Evento de Qualificação Mundial e estar entre os 140 primeiros na Lista de Qualificação Olímpica, no Ranking da World Triathlon Series e na Lista de Pontos.
Trinta e nove triatletas de cada gênero se qualificaram através do ranking, ao lado dos cinco campeões continentais e os três primeiros no Evento de Qualificação Internacional, realizado no Rio de Janeiro em 1 e 2 de agosto de 2015. Como país anfitrião, o Brasil teve uma vaga assegurada por gênero, enquanto outras duas foram alocadas pela Comissão Tripartite. Por fim, mais cinco vagas foram distribuídas aos CONs ainda sem vagas de acordo a Lista de Pontos da União Internacional de Triatlo.

## Formato de disputa

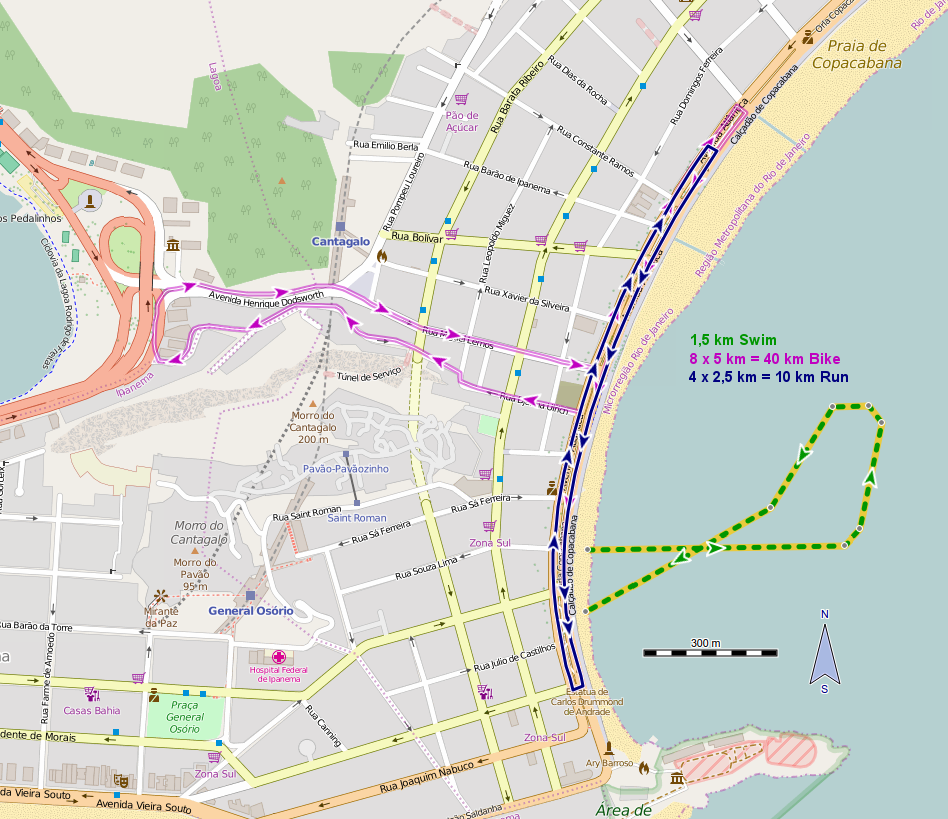
Percurso das provas de triatlo nos Jogos Olímpicos de 2016.

O percurso montado no Forte de Copacabana incluiu uma volta de natação de 1,5 km na Baía de Guanabara, partindo da Praia de Copacabana, seguida de oito voltas de ciclismo a um circuito de 4,81 km entre a Avenida Atlântica e a Rua Professor Gastão Bahiana, num total de 38,48 km. A prova terminou com quatro voltas de 2,5 km em corrida na Avenida Atlântica, em mais 10 km antes de chegar ao fim.

## Calendário
| Agosto  | 3 | 4 | 5 | 6 | 7 | 8 | 9 | 10 | 11 | 12 | 13 | 14 | 15 | 16 | 17 | 18 | 19 | 20 | 21 |
| ------- | - | - | - | - | - | - | - | -- | -- | -- | -- | -- | -- | -- | -- | -- | -- | -- | -- |
| Triatlo |   |   |   |   |   |   |   |    |    |    |    |    |    |    |    | 1  |    | 1  |    |

|  | Dia de competição |  | Dia de final |

## Medalhistas

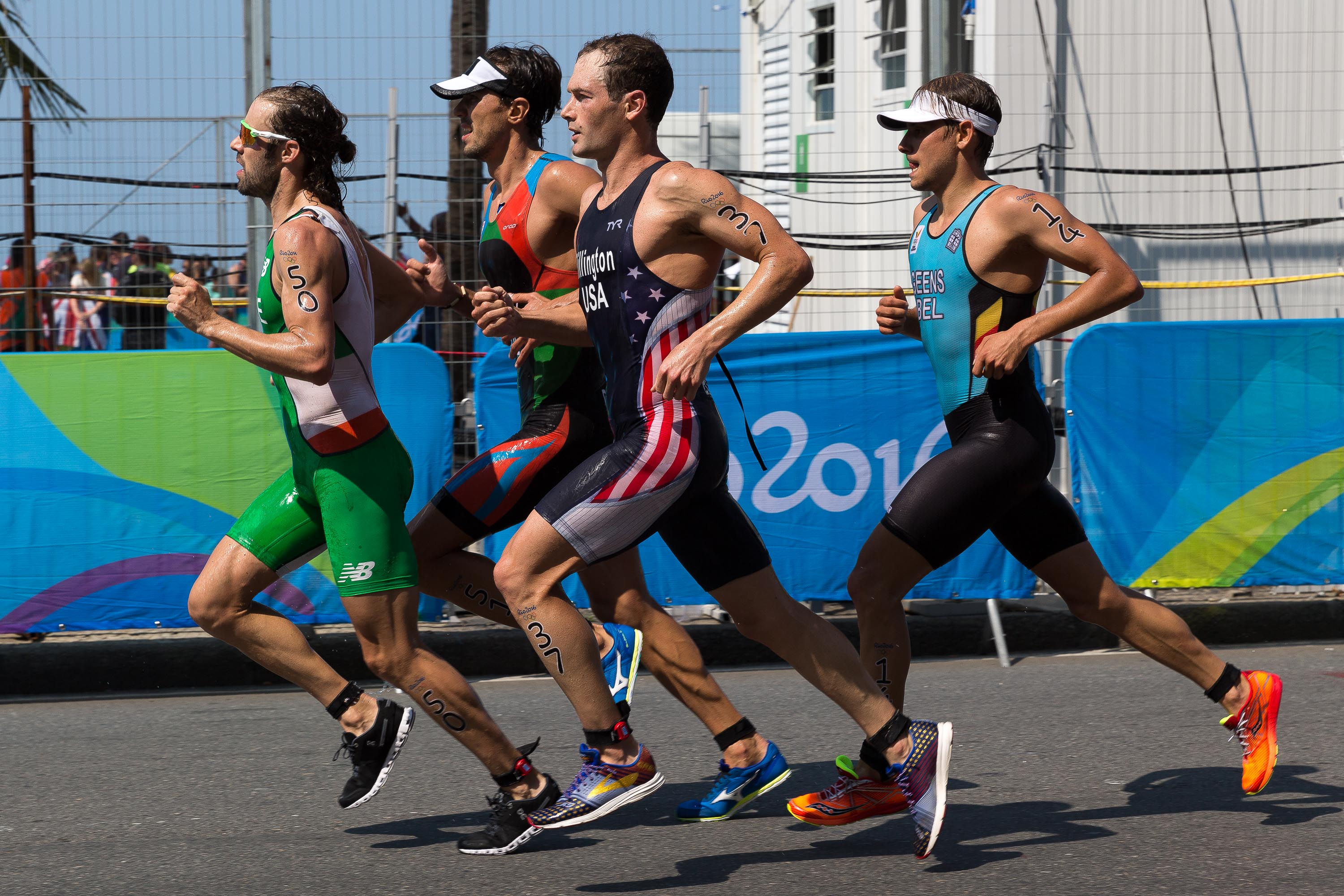
A etapa da corrida durante a competição masculina.

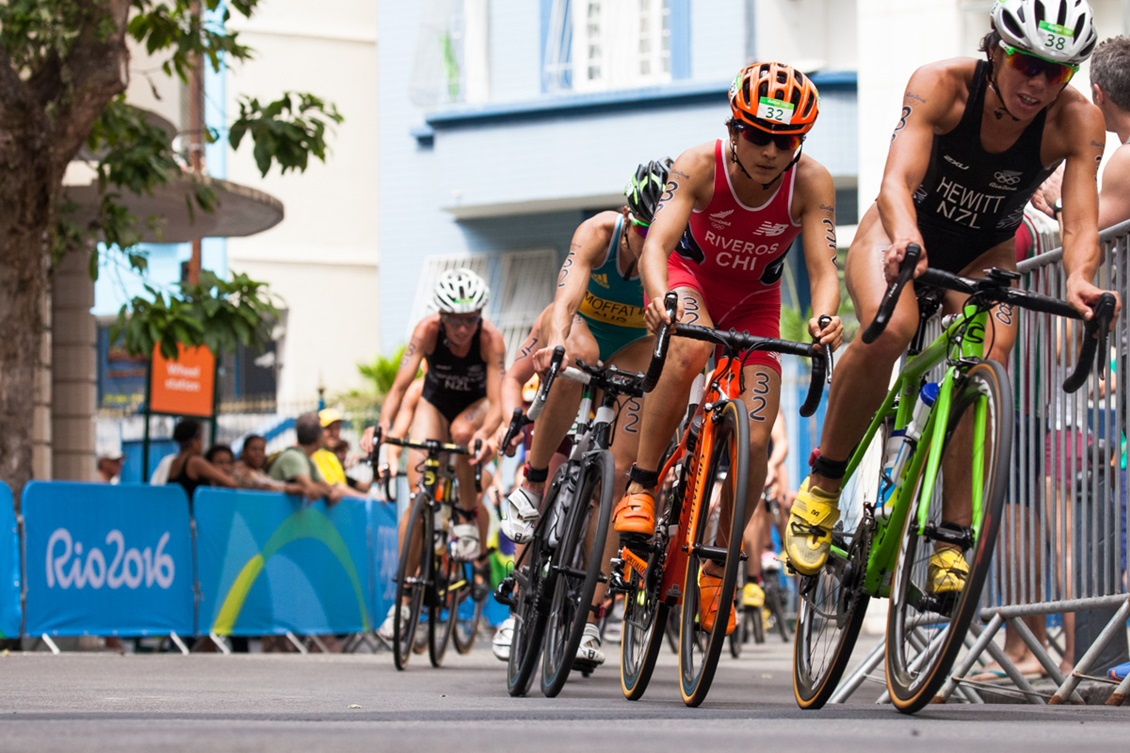
Triatletas durante a etapa de ciclismo da competição feminina.

No masculino, Alistair Brownlee, da Grã-Bretanha, foi campeão olímpico, tornando-se o primeiro homem a defender com sucesso a medalha de ouro que conquistou nos Jogos anteriores. O seu irmão mais novo, Jonathan Brownlee ganhou a prata e Henri Schoeman o bronze, sendo primeiro sul-africano a conquistar uma medalha olímpica na modalidade. Já na prova feminina a campeã olímpica foi a estadunidense Gwen Jorgensen, que superou Nicola Spirig, da Suíça, e a britânica Vicky Holland.
| Evento             | Ouro                               | Prata                              | Bronze                           |
| ------------------ | ---------------------------------- | ---------------------------------- | -------------------------------- |
| Masculino detalhes | Alistair Brownlee GBR Grã-Bretanha | Jonathan Brownlee GBR Grã-Bretanha | Henri Schoeman RSA África do Sul |
| Feminino detalhes  | Gwen Jorgensen USA Estados Unidos  | Nicola Spirig Hug SUI Suíça        | Vicky Holland GBR Grã-Bretanha   |

## Quadro de medalhas
| Ordem | País               | Medalha de ouro | Medalha de prata | Medalha de bronze |   | Ordem por total |
| ----- | ------------------ | --------------- | ---------------- | ----------------- | - | --------------- |
| 1     | GBR Grã-Bretanha   | 1               | 1                | 1                 | 3 | 1               |
| 2     | USA Estados Unidos | 1               |                  |                   | 1 | 2               |
| 3     | SUI Suíça          |                 | 1                |                   | 1 | 2               |
| 4     | KOR Coreia do Sul  |                 |                  | 1                 | 1 | 2               |
| TOTAL | TOTAL              | 2               | 2                | 2                 | 6 | —               |